# Žagubica
Žagubica (en serbe cyrillique : Жагубица ; en valaque : Jagubiţa) est une localité et une municipalité de Serbie situées dans le district de Braničevo. Au recensement de 2011, la localité comptait 2 584 habitants et la municipalité dont elle est le centre 12 484.
Žagubica est officiellement classée parmi les villages de Serbie.

## Géographie

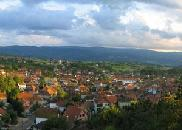
Le village de Laznica

La municipalité de Žagubica est située dans la partie supérieure de la vallée de la Mlava dans la petite région d'Homolje. Au centre se trouve la vallée de Žagubica qui se trouve à une altitude moyenne d'environ 300 m au-dessus de la mer ; la petite vallée de Krepoljin-Krupaja, quant à elle, s'élève à une altitude de 220 m. La plus grande partie de la vallée de Žagubica est ceinturée de montagnes : on y trouve les Gornjačke planine à l'ouest, qui s'élèvent jusqu'à 825 m et, au nord, les monts Homolje, en serbe Homoljske planine (940 m), et Oman (963 m) ; la bordure orientale et méridionale de la municipalité comprend des zones plus élevées, avec les monts Crni vrh à l'est (1 043 m) et Beljanica au sud (1 339 m). 
La municipalité de Žagubica est située entre les municipalités de Kučevo et Majdanpek (au nord), la municipalité de Bor (à l'est), la municipalité de Despotovac (au sud) et la municipalité de Petrovac na Mlavi à l'ouest.

## Localités de la municipalité de Žagubica

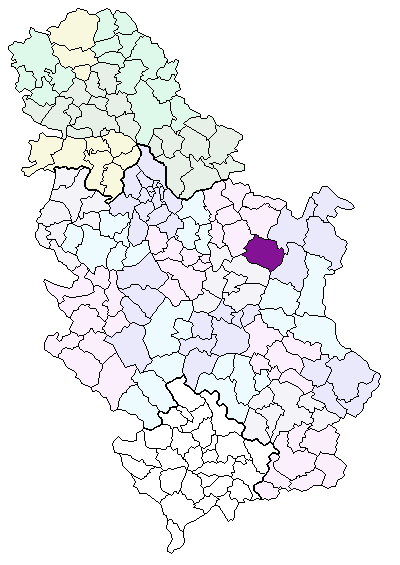
Localisation de la municipalité de Žagubica en Serbie

La municipalité de Žagubica compte 18 localités :
| - Bliznak - Breznica - Vukovac - Žagubica - Izvarica - Jošanica - Krepoljin - Krupaja - Laznica | - Lipe - Medveđica - Milanovac - Milatovac - Osanica - Ribare - Selište - Sige - Suvi Do |

Toutes les localités, y compris Žagubica, sont officiellement classées parmi les villages « villages » (село/selo) de Serbie.

## Démographie

### Localité

#### Évolution historique de la population dans la localité
| 1948  | 1953  | 1961  | 1971  | 1981  | 1991  | 2002  | 2011  |
| ----- | ----- | ----- | ----- | ----- | ----- | ----- | ----- |
| 3 365 | 3 694 | 3 670 | 3 591 | 3 479 | 3 349 | 2 823 | 2 584 |

### Municipalité

#### Évolution historique de la population dans la municipalité
| 1948   | 1953   | 1961   | 1971   | 1981   | 1991   | 2002   | 2011   |
| ------ | ------ | ------ | ------ | ------ | ------ | ------ | ------ |
| 22 015 | 23 012 | 22 602 | 21 055 | 20 275 | 17 777 | 14 823 | 12 484 |

#### Répartition de la population dans la municipalité (2002)
Cinq localités de la municipalité possèdent une majorité de peuplement valaque : Breznica, Laznica, Medveđica, Osanica et Sige. Les autres sont habitées majoritairement par des Serbes.

## Politique

### Élections locales de 2008
À la suite des élections locales serbes de 2008, les 33 sièges de l'assemblée municipale de Žagubica se répartissaient de la manière suivante, :
| Parti                                                               | Sièges |
| ------------------------------------------------------------------- | ------ |
| G17 Plus                                                            | 11     |
| Mouvement pour l'Homolje (Parti socialiste de Serbie - Serbie unie) | 10     |
| Parti radical serbe                                                 | 5      |
| Parti démocratique de Serbie                                        | 5      |
| Parti démocratique                                                  | 2      |

Dragi Damnjanović, membre du parti G17 Plus, a été réélu président (maire) de la municipalité de Žagubica. Le parti G17+ et le Parti démocratique avaient formé la liste commune Pour une Serbie européenne, soutenue par le président Boris Tadić.

### Élections locales de 2012
À la suite des élections locales serbes de 2012, les 33 sièges de l'assemblée municipale de Žagubica se répartissaient de la manière suivante :
| Parti                                                                         | Sièges |
| ----------------------------------------------------------------------------- | ------ |
| Régions unies de Serbie                                                       | 10     |
| Parti socialiste de Serbie - Parti des retraités unis de Serbie - Serbie unie | 10     |
| Parti progressiste serbe                                                      | 3      |
| Parti démocratique de Serbie                                                  | 3      |
| Liste « Homoljsko jutro »                                                     | 3      |
| Parti démocratique                                                            | 2      |
| Liste « Mouvement pour l'Homolje»                                             | 2      |

Saša Ognjanović, membre du Parti socialiste de Serbie, a été élu président de la municipalité.

## Tourisme
Žagubica est le centre de la région d'Homolje qui, avec ses montagnes couvertes de forêts, offre de nombreuses possibilités pour les amateurs de randonnée.
Deux monastères se trouvent à proximité de Žagubica. Le monastère de Gornjak a été fondé en 1380 par le prince Lazar Hrebeljanović ; son église, creusée dans la montagne, est ornée de fresques des XIVe et XVe siècles. Le monastère de Trška possède une église du XIIe siècle. Ces deux établissements religieux relèvent de l'éparchie de Braničevo. À proximité du monastère de Trška se trouve l'ethno-village de Trška.